# Кублер, Джейсон
Джейсон Кублер (англ. Jason Kubler; род. 19 мая 1993, Брисбен) — австралийский профессиональный теннисист. Победитель одного турнира Большого шлема в парном разряде (Открытый чемпионат Австралии-2023); и финалист одного турнира Большого шлема в смешанном парном разряде (Открытый чемпионат Австралии-2022); победитель одного турнира ATP в парном разряде.

## Биография
Кублер родился в Брисбене, в Австралии, в семье отца-австралийца и матери-филиппинки. Его отец, Джон, познакомил Кублера с теннисом в возрасте пяти лет, но умер от рака, когда Джейсону было восемь лет. Теннисист рос в северном пригороде Брисбена Манго Хилл в многодетной семье. У него есть старший брат и младшая сестра.

## Спортивная карьера

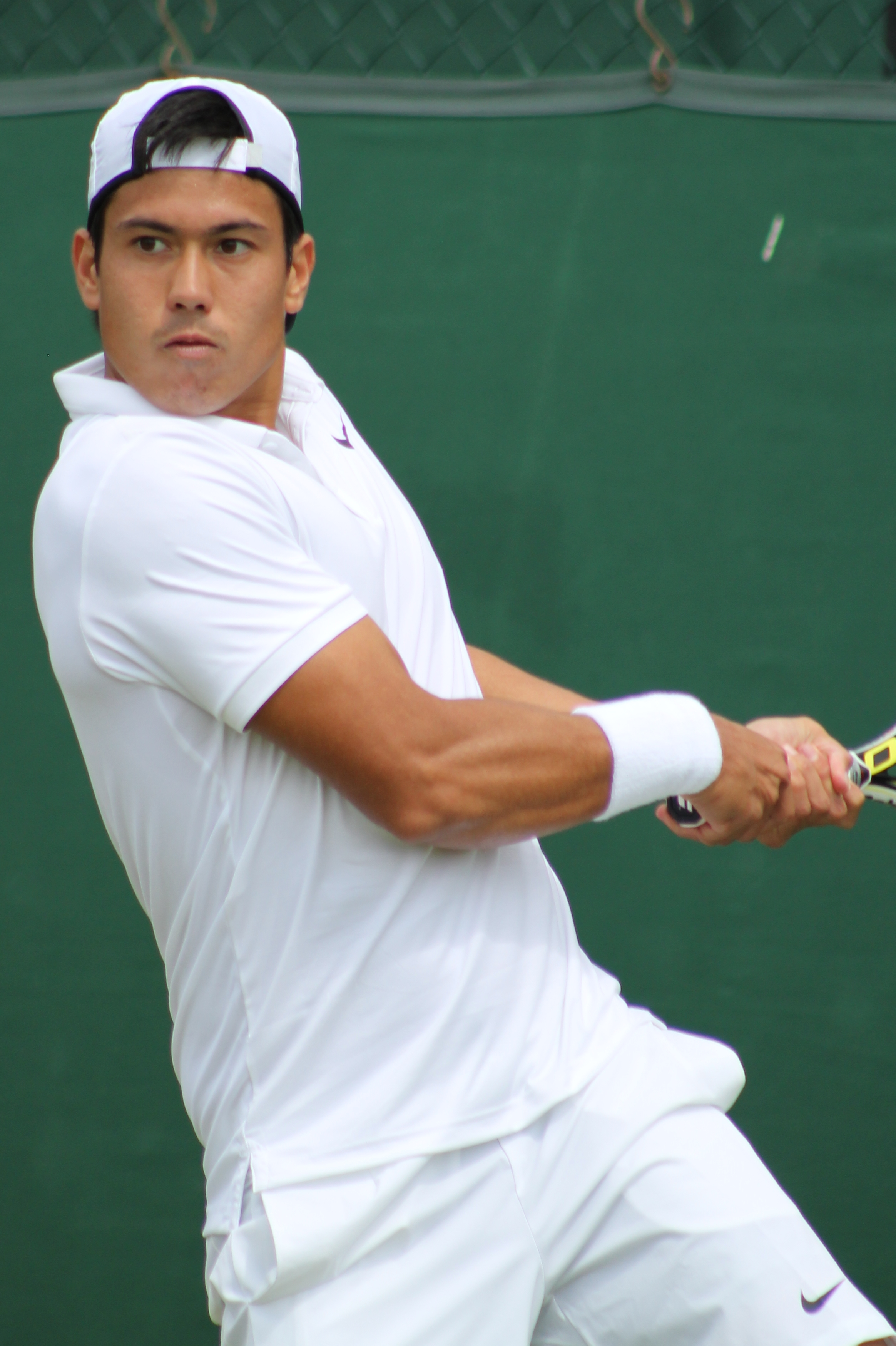
2015 год

В 2009 году Кублер стал всего лишь вторым игроком в истории (после Рафаэля Надаля), который остался непобежденным на молодёжном кубке мира и юниорском Кубке Дэвиса. После своего успеха на юниорском Кубке Дэвиса Кублер выиграл пять юниорских титулов подряд и поднялся до 3-го места в мировом рейтинге. Всего же за юниорскую карьеру Джейсон победил на шести турнирах и в мае 2010 года стал первым номером в рейтинге.
В дальнейшем продолжил принимать участие в турнирах ATP Challenger Tour и ITF Future Tour. Он одержал десять побед в одиночном разряде и четыре победы в парном разряде в рамках Future Tour. Он выиграл одиночный турнир в Сибиу в 2014 году. В 2016 году перенёс сложную операцию на колено и длительное время не играл. Вернулся в профессиональный тур в 2017 году и в начале участвовал в нескольких турнирах Future Tour.
В 2018 году Кублер получил финальный wildcard на Открытый чемпионат Австралии. Своё первое выступление на турнирах Большого шлема за восемь лет в туре, он начал игрой с 10-м сеяным Пабло Карреньо Буста, которому проиграл в четырёх сетах. На Открытом чемпионате Франции 2018 года Кублер проиграл в первом раунде квалификации Гонсало Оливейре.
Второй год подряд, в 2019 году, Джейсон получил wildcard на Открытый чемпионат Австралии. Из-за ограниченной подготовки к турниру потерпел поражение в первом же раунде от несеянного итальянца Томаса Фаббиано в четырёх сетах. На Уимблдоне и кортах Ролан-Гаррос австралиец не смог преодолеть сито квалификации.
В августе 2021 года у Джейсона был положительный результат теста на COVID-19. Он вернулся в тур в сентябре 2021 года, но не смог продвинуться дальше второго раунда ни на одном турнире до конца сезона.
На Открытом чемпионате Франции 2022 года, Кублер смог преодолеть первый раунд, но уступил во втором Кэмерону Норри. Через несколько недель на Уимблдоне, он сумел добраться до четвёртого раунда, обыграв Даниэля Эванса, Денниса Новака и Джека Сока. На Открытом чемпионате США по теннису также проиграл во втором раунде Фрэнсису Тиафо.
В 2023 году Кублер получил приглашение на Открытый чемпионат Австралии 2023 года, что стало его первым появлением на турнире за четыре года. В первом раунде он победил Себастьяна Баэса, но во втором круге проиграл в четырёх сетах россиянину Карену Хачанову. В парном разряде Джейсон и его коллега из Австралии Ринки Хидзиката получили wildcard. Пара прошла через весь турнир, одержав заметные победы над тремя сеяными командами: Ллойдом Гласспулом и Харри Хелиеваарой во втором раунде, Уэсли Колхофом и Нилом Скупски в четвертьфинале, Марселем Гранольерсом и Орасио Себальосом. Пара победила Хьюго Найса и Яна Зелиньски в финале и завоевала свой первый титул на турнирах Большого шлема, став пятой несеянной командой, выигравшей Открытый чемпионат Австралии в мужском парном разряде в Открытой эре, и лишь второй парой попавшей на турнир, получив wildcards.
В феврале Кублер вернулся в тур ATP на Открытом чемпионате Катара, где проиграл во втором круге второму сеяному Феликсу Оже-Альяссиме. На крупном турнире в Индиан-Уэллсе Кублер сумел пройти до третьего круга, переиграв Лоренцо Сонего и Григора Димитрова.

## Рейтинг на конец года
| Год  | Одиночный рейтинг | Парный рейтинг |
| 2022 | 107               | 160            |
| 2021 | 206               | 580            |
| 2020 | 259               | 1156 Т         |
| 2019 | 261               | 0              |
| 2018 | 113               | 320            |
| 2017 | 341               | 681            |
| 2016 | 1060 Т            | 0              |
| 2015 | 544               | 0              |

## Выступления на турнирах

### Финалы турнировATPв парном разряде (3)

#### Победы (1)
| Легенда                       |
| ----------------------------- |
| Турниры Большого шлема (0+1*) |
| Финал АТР-тура (0)            |
| ATP Мастерс 1000 (0)          |
| АТР 500 (0)                   |
| АТР 250 (0)                   |

| Титулы по покрытиям | Титулы по месту проведения матчей турнира |
| ------------------- | ----------------------------------------- |
| Хард (0+1)          | Зал (0)                                   |
| Грунт (0)           | Зал (0)                                   |
| Трава (0)           | Открытый воздух (0+1)                     |
| Ковёр (0)           | Открытый воздух (0+1)                     |

* количество побед в одиночном разряде.
| №  | Дата        | Турнир              | Покрытие | Партнёр         | Соперник в финале    | Счёт       |
| 1. | январь 2023 | Мельбурн, Австралия | Хард     | Ринки Хидзиката | Юго Нис Ян Зелиньски | 6-4 7-6(4) |

#### Поражения (2)
| №  | Дата          | Турнир         | Покрытие | Партнёр    | Соперник в финале                | Счёт        |
| 1. | июль 2022     | Атланта, США   | Хард     | Джон Пирс  | Танаси Коккинакис Ник Кирьос     | 6-7 (4) 5-7 |
| 2. | сентябрь 2022 | Сан-Диего, США | Хард     | Люк Сэвилл | Натаниэль Ламмонс Джексон Уитроу | 6-7 (5) 2-6 |